# Isodontia poeyi
Isodontia poeyi là một loài côn trùng cánh màng trong họ Sphecidae, thuộc chi Isodontia. Loài này được Pate miêu tả khoa học đầu tiên năm 1948.